# Tom Slingsby
Tom Slingsby (Sydney, 5 settembre 1984) è un velista australiano.
Ha vinto la medaglia d'oro nella classe laser alle olimpiadi di Londra 2012, oltre a tre titoli mondiali. Nel 2012 è stato nominato atleta australiano dell'anno dall'Australian Institute of Sport.